# Ophiorrhiza peploides
Ophiorrhiza peploides är en måreväxtart som beskrevs av Asa Gray. Ophiorrhiza peploides ingår i släktet Ophiorrhiza och familjen måreväxter.
Artens utbredningsområde är Fiji. Inga underarter finns listade i Catalogue of Life.